# Horten, Antarktis
Horten är en bergstopp i Antarktis. Den ligger i Östantarktis. Norge gör anspråk på området. Toppen på Horten är 2 471 meter över havet, eller 220 meter över den omgivande terrängen. Bredden vid basen är 1,7 km.
Terrängen runt Horten är varierad. Trakten är obefolkad. Det finns inga samhällen i närheten. 